# 耿氏硬草
耿氏硬草（学名：Sclerochloa kengiana）为禾本科硬草属下的一个种。